# Gretas backe

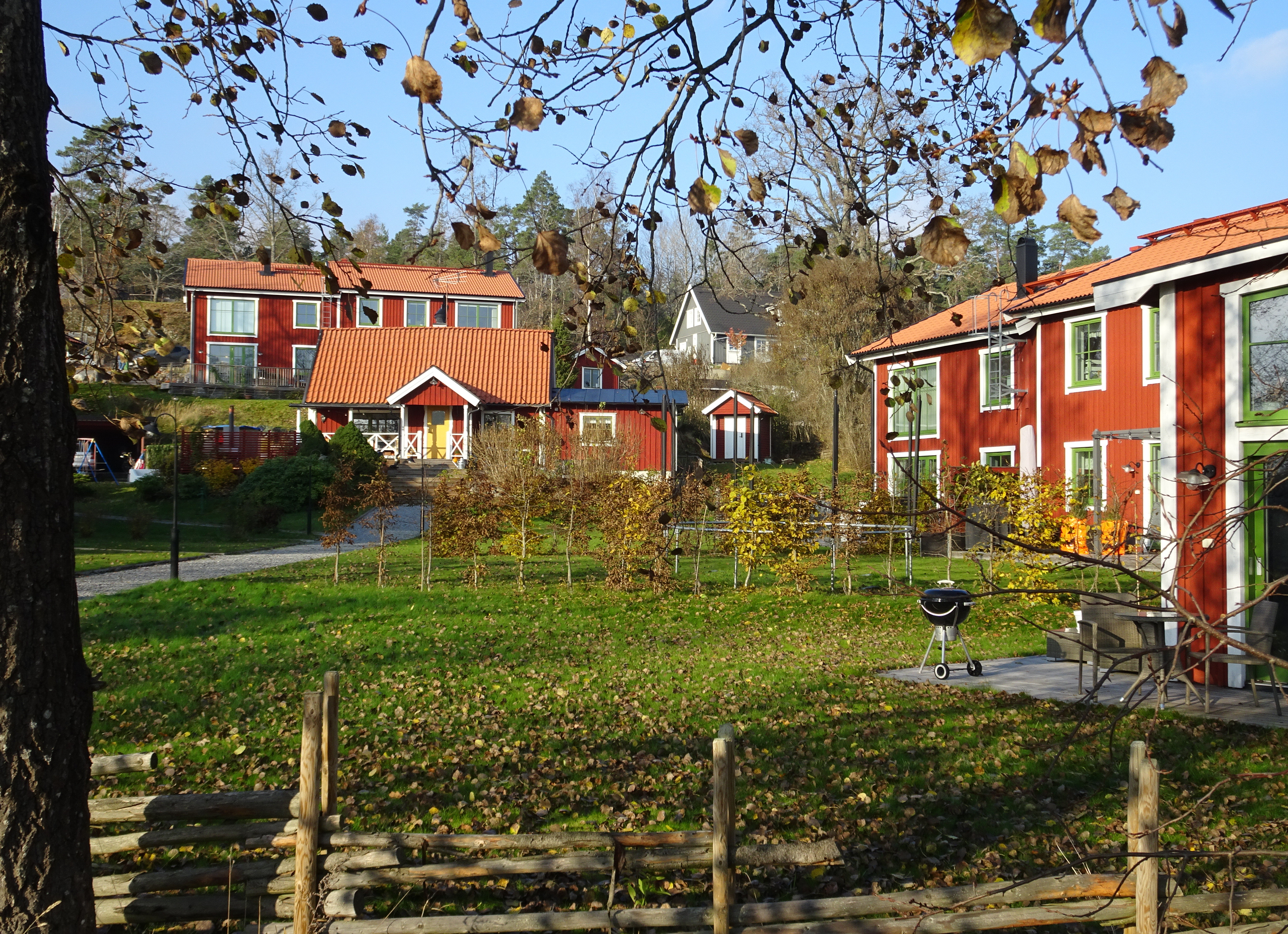
Gretas backe i oktober 2021. I mitten syns 1800-tals torpet Fredriksdal som blev utgångspunkt för bebyggelsen.

Gretas backe är en gata och ett bostadsområde beläget vid Gamla Stockholmsvägen 208 / Gretas backe i kommundelen Glömsta i Huddinge kommun. Bebyggelsens arkitektur belönades 2017 med Huddinges byggnadspris som då var nyinstiftat.

## Beskrivning
Bebyggelsen, även kallad Fredriksdals Trädgårdar, består av tre nybyggda parhus och två mindre stugor av typ Attefallshus samt det befintliga torpet Fredriksdal som renoverats. Fredriksdal, eller Fredrics Dahl som det skrevs i början av 1800-talet, finns i husförhörslängdena från 1801 till 1875 omnämnd som torp under Glömsta. Gretas backe är uppkallat efter den första torparhustrun som hette Greta Berg (född 1759). 
Torpet blev utgångspunkt och centrum för en nyproduktion med inspiration från svensk trähustradition där faluröd målade hus med vita detaljer präglar områdets utseende. Byggherren var Eknor Fastighetsutveckling som anlitade Joar Arkitektbyrå för gestaltningen av husen. Tomten och bebyggelsen ägs av bostadsrättsföreningen Fredriksdals Trädgårdar som bildades år 2014.

## Huddinges byggnadspris
År 2017 belönades bebyggelsen vid Gretas backe med Huddinges byggnadspris som då delades ut för första gången. Priset består av en plakett samt ett diplom som är formgiven av konstnären Håkan Bull.

## Bilder

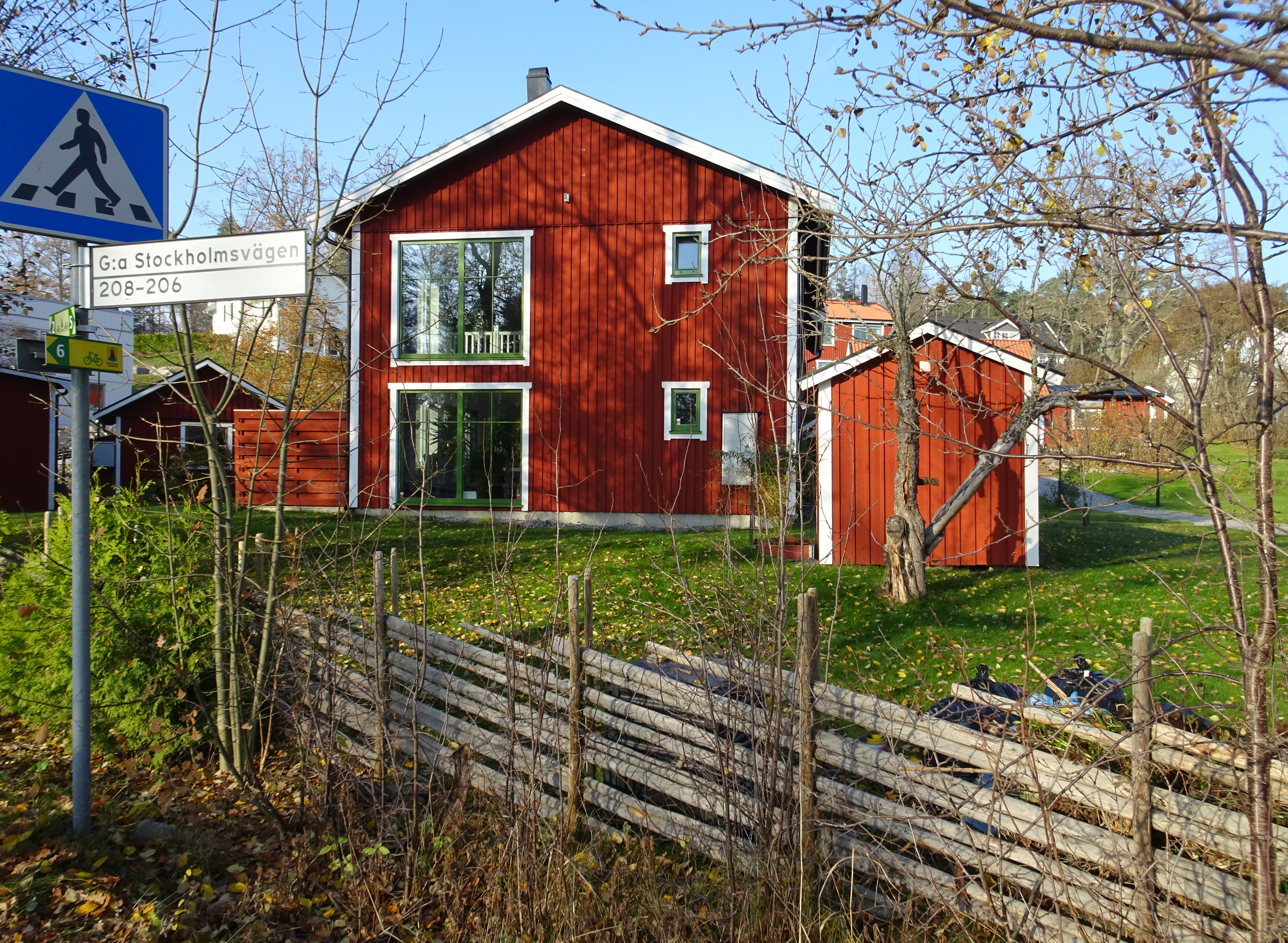
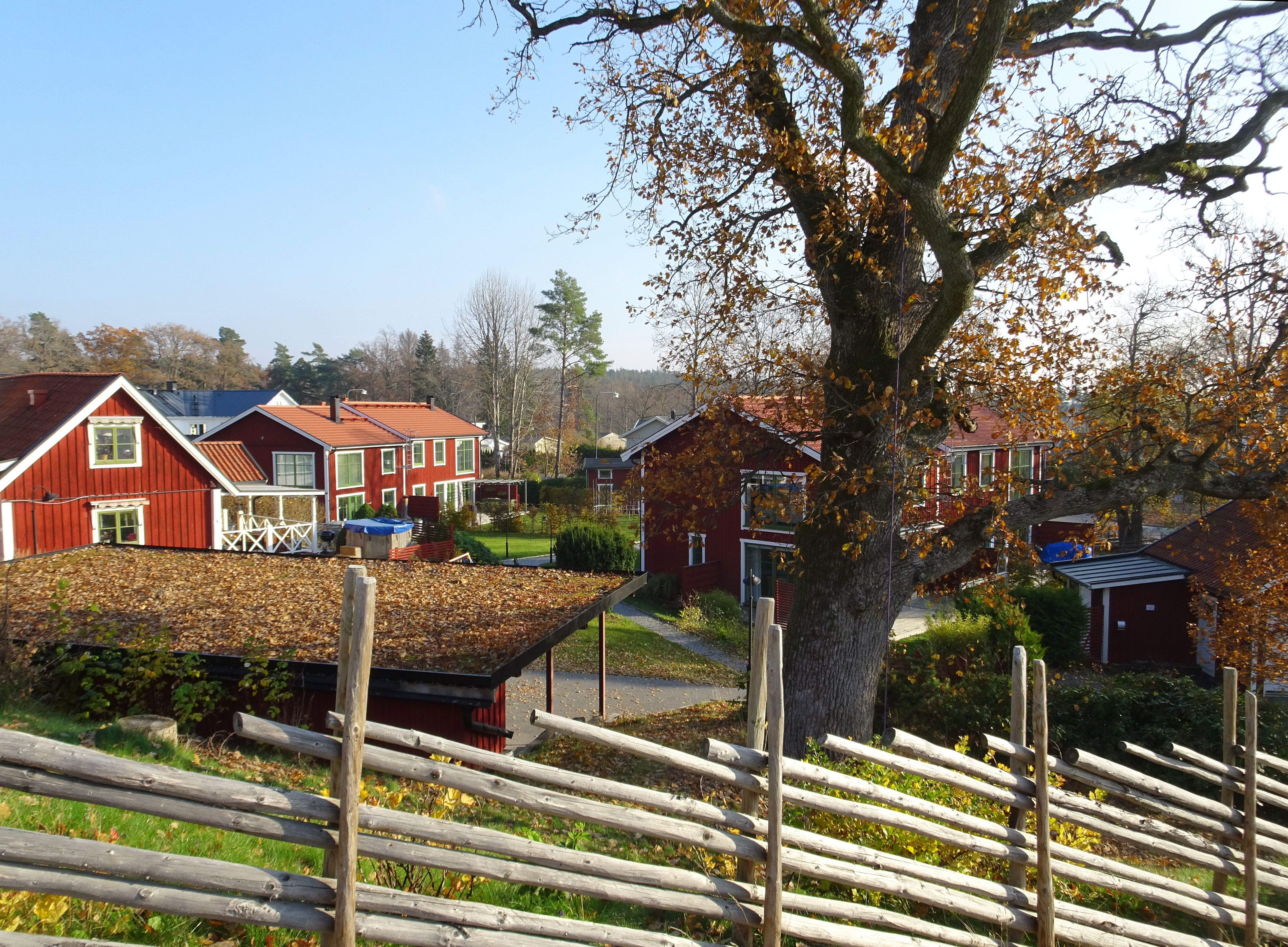
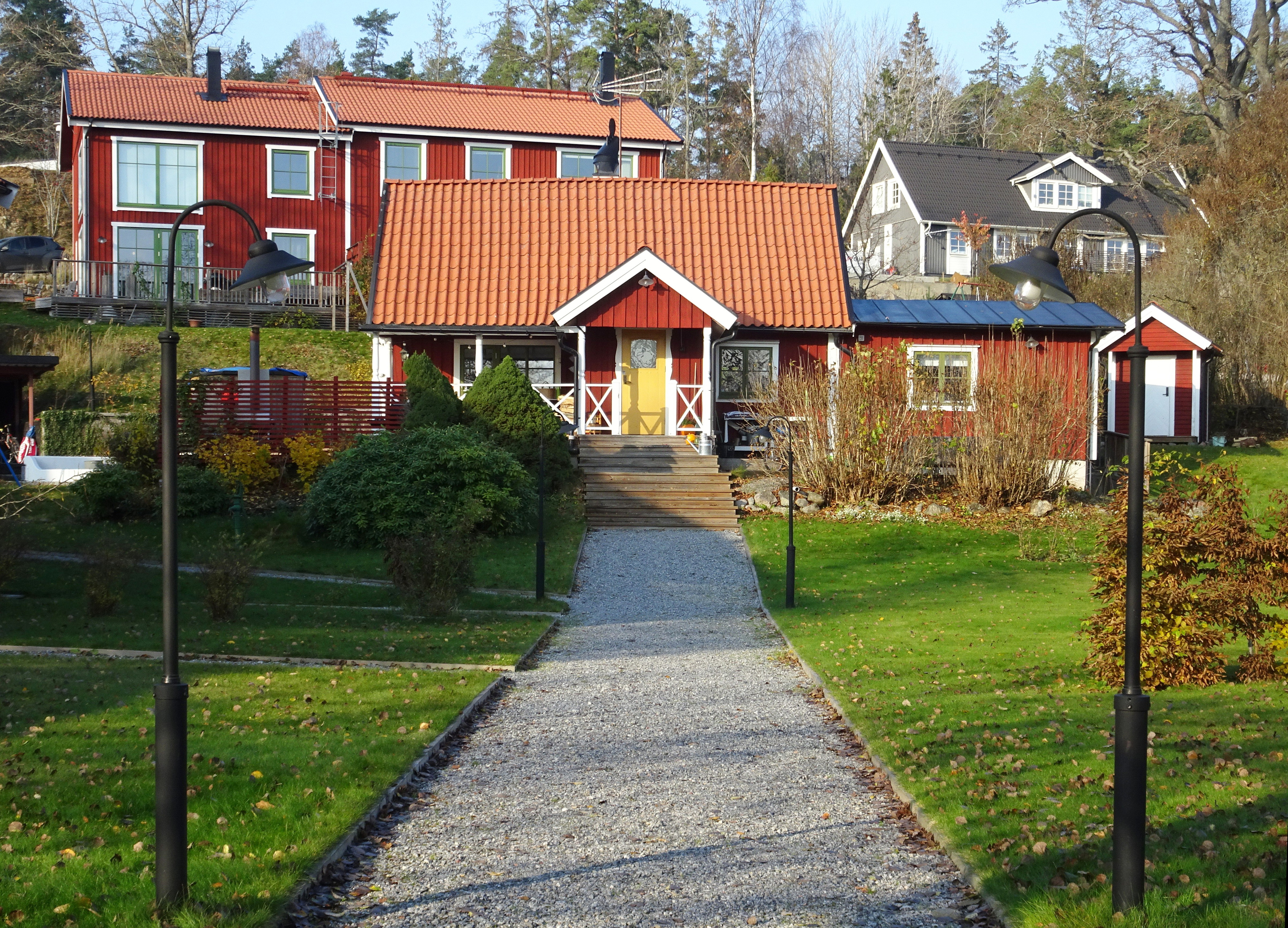
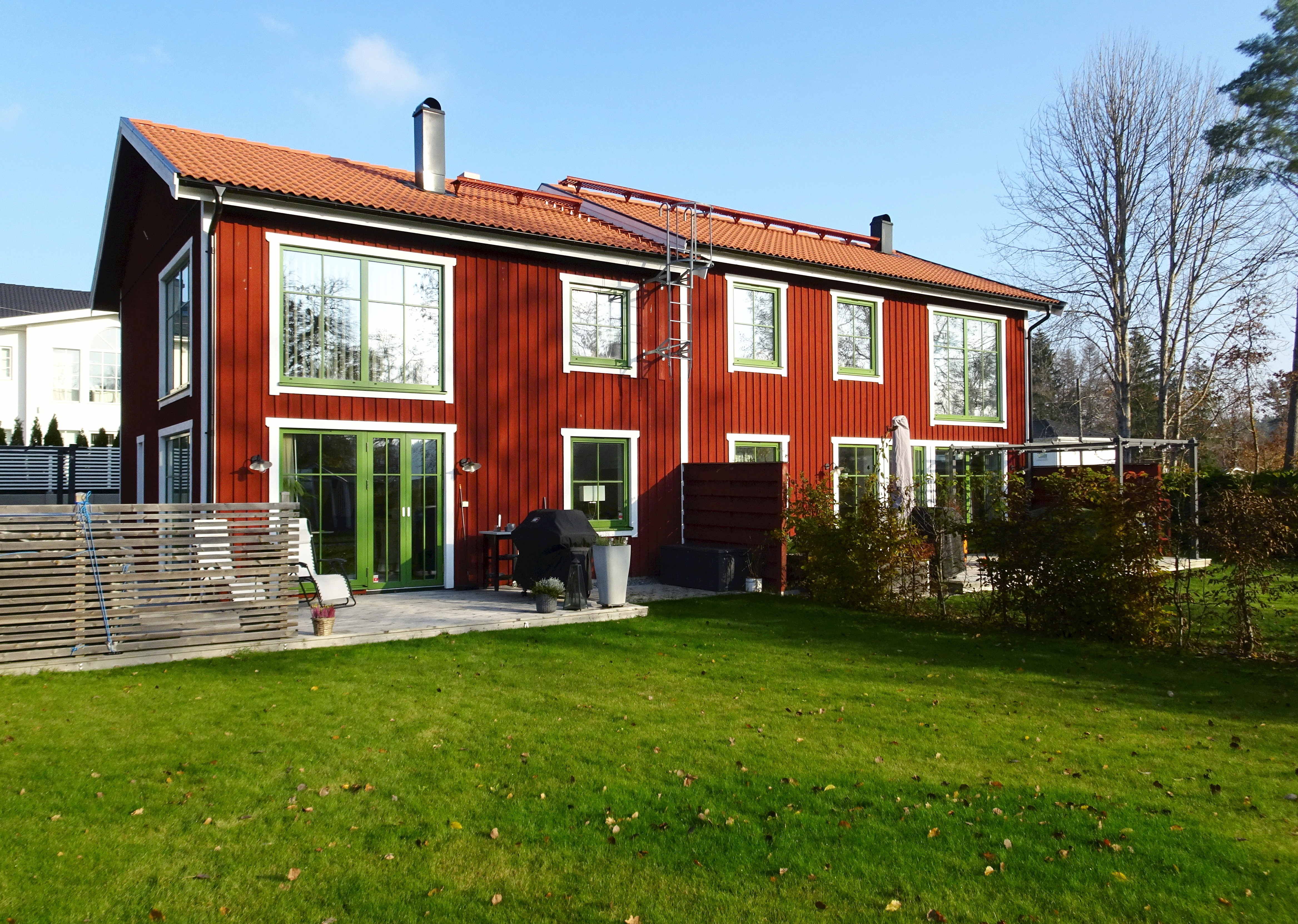

### Juryns motivering
| ” | Bebyggelsens utformning anknyter till svensk byggnadstradition med tydliga moderna inslag och bildar en enhet som är ett positivt tillskott i villabebyggelsen. Den nya bebyggelsen har tagit hänsyn till en befintlig äldre byggnad och är anpassad till omgivningen i skala. Bebyggelsens utformning visar på kreativitet inom lagstiftningens ramar. | „ |